# Marasmodes
 Marasmodes  DC., 1838 è un genere di piante angiosperme dicotiledoni della famiglia delle Asteraceae, sottofamiglia Asteroideae, tribù Anthemideae (Asian-southern African grade) e sottotribù Pentziinae.

## Etimologia
Il nome scientifico del genere è stato definito dal botanico Augustin Pyramus de Candolle (1778-1841) nella pubblicazione " Prodromus Systematis Naturalis Regni Vegetabilis ... (DC.)" (Prodr. [A. P. de Candolle] 6: 136 ) del 1838.

## Descrizione
Portamento. Le specie di questo genere sono degli arbusti glabri.
Fusto. La parte aerea in genere è eretta, semplice o ramosa. 
Foglie. Le foglie lungo il fusto sono disposte in modo alterno. La lamina è intera, occasionalmente lobata.
Infiorescenza. Le sinflorescenze sono formate da piccoli capolini densamente raccolti in modo corimboso (raramente sono solitari). Le infiorescenze vere e proprie sono composte da un capolino terminale sessile di tipo discoide. I capolini sono formati da un involucro, con forme da emisferiche a urceolate, composto da diverse brattee, al cui interno un ricettacolo fa da base ai fiori di due tipi: fiori del raggio (qui assenti) e fiori del disco. Le brattee, scariose ai margini e a consistenza erbacea, sono disposte in modo più o meno embricato su più serie (da 4 a 5). Il ricettacolo, piatto, è sprovvisto di pagliette avvolgenti la base dei fiori. 
Fiori.  I fiori sono tetra-ciclici (formati cioè da 4 verticilli: calice – corolla – androceo – gineceo) e pentameri (calice e corolla formati da 5 elementi). Si distinguono in:
- fiori del raggio (esterni): sono assenti;
- fiori del disco (centrali): sono numerosi con forme brevemente tubulose (attinomorfe); sono ermafroditi fertili.

- Formula fiorale:

*/x K {\displaystyle \infty }, [C (5), A (5)], G 2 (infero), achenio
- Calice: i sepali del calice sono ridotti ad una coroncina di squame.

- Corolla: (solo fiori del disco) la forma è tubulare snella, bruscamente divaricata in 5 lobi; i lobi hanno spessi filamenti vascolari; il colore in genere è giallo.

- Androceo: l'androceo è formato da 5 stami (alternati ai lobi della corolla) sorretti da filamenti generalmente liberi e sottili; gli stami sono connati e formano un manicotto circondante lo stilo. Le antere possono essere sia di tipo basifissa che mediofissa (ossia attaccate al filamento per la base – nel primo caso; oppure in un punto intermedio – nel secondo caso).[11] Questa caratteristica ha valore tassonomico in quanto distingue i generi gli uni dagli altri. Il tessuto endoteciale (rivestimento interno dell'antera) è quasi sempre non polarizzato. Il polline è sferico con un diametro medio di circa 25 micron;  è tricolporato (con tre aperture sia di tipo a fessura che tipo isodiametrica o poro) ed è echinato (con punte sporgenti).

- Gineceo: l'ovario è infero uniloculare formato da 2 carpelli. Lo stilo (il recettore del polline) è profondamente bifido (con due stigmi divergenti) e con le linee stigmatiche marginali separate o contigue. I due bracci dello stilo hanno una forma troncata e possono essere papillosi o ricoperti da ciuffi di peli.

Frutti. Il frutto è un achenio a sezione circolare con 5 coste longitudinali; all'apice è presente una corona di 7 - 10 scaglie membranose, lunghe a forma ellittica; il pericarpo ha delle cellule miogeniche (presenti anche sulle coste).

## Biologia
Impollinazione: l'impollinazione avviene tramite insetti (impollinazione entomogama tramite farfalle diurne e notturne).

Riproduzione: la fecondazione avviene fondamentalmente tramite l'impollinazione dei fiori (vedi sopra).

Dispersione: i semi (gli acheni) cadendo a terra sono successivamente dispersi soprattutto da insetti tipo formiche (disseminazione mirmecoria). In questo tipo di piante avviene anche un altro tipo di dispersione: zoocoria. Infatti gli uncini delle brattee dell'involucro (se presenti) si agganciano ai peli degli animali di passaggio disperdendo così anche su lunghe distanze i semi della pianta. Inoltre per merito del pappo (se presente) il vento può trasportare i semi anche a distanza di alcuni chilometri (disseminazione anemocora).

## Distribuzione e habitat
Le specie di questo genere sono distribuite nella Provincia del Capo.

## Sistematica
La famiglia di appartenenza di questa voce (Asteraceae o Compositae, nomen conservandum) probabilmente originaria del Sud America, è la più numerosa del mondo vegetale, comprende oltre 23.000 specie distribuite su 1.535 generi, oppure 22.750 specie e 1.530 generi secondo altre fonti (una delle checklist più aggiornata elenca fino a 1.679 generi). La famiglia attualmente (2021) è divisa in 16 sottofamiglie; la sottofamiglia Asteroideae è una di queste e rappresenta l'evoluzione più recente di tutta la famiglia.

### Filogenesi
Il gruppo di questa voce è descritto nella tribù Anthemideae, una delle 21 tribù della sottofamiglia Asteroideae). In base alle ultime ricerche nella tribù sono stati individuati (provvisoriamente) 4 principali lignaggi (o cladi): "Southern hemisphere grade", "Asian-southern African grade", "Eurasian grade" e "Mediterranean clade". Il genere  Marasmodes  (insieme alla sottotribù Pentziinae ) è incluso nel clade Asian-southern African grade..
Da un punto di vista filogenetico il genere Marasmodes, nell'ambito della sottotribù, occupa una posizione politomica insieme ai generi Pentzia  e Cymbopappus.
I caratteri distintivi del genere sono:
- i tubi delle corolle hanno dei spessi filamenti vascolari;
- il pericarpo contiene cellule miogeniche;
- l'apice degli acheni è provvisto di 7 - 10 scaglie ellittiche.

### Elenco delle specie
Questo genere ha 11 specie:
- Marasmodes defoliata S.Ortiz
- Marasmodes dummeri  Bolus ex Hutch.
- Marasmodes fasciculata  S.Ortiz
- Marasmodes macrocephala  S.Ortiz
- Marasmodes oligocephala  DC.
- Marasmodes oubinae  S.Ortiz
- Marasmodes polycephala  DC.
- Marasmodes reflexa  S.Ortiz
- Marasmodes spinosa  S.Ortiz
- Marasmodes trifida  S.Ortiz
- Marasmodes undulata  Compton

### Sinonimi
Sono elencati alcuni sinonimi per questa entità:
- Oligodorella Turcz.